# Fratta Vilma
Fratta Vilma (Kolozsvár, 1866. május 15. – 1911 és 1929 között) énekesnő.

## Pályafutása
Fratta Márk aranyműves és Lengyel Katalin leánya. Színésznő lett 1882. szeptember 5-én, Kolozsvárott. 1885-ben Csóka Sándor, 1886-ban Szegeden Aradi Gerő társulatának volt a tagja. 1886-ban Molnár György Zsöllér leány című népszínművének címszerepét alakította, melyben Dankó Pista megzenésített nótáit énekelte nagy sikerrel, s ez jelentősen hozzájárult a nótaszerző népszerűségének emelkedéséhez is. 1887. július havában mint a Budai Színkör tagja férjhez ment Hertelendy Lajos hajóskapitányhoz és lelépett a pályáról, majd 1888. szeptember havában ismét színpadon volt. 1895. április havától Dobó Sándornál működött.
Gyermekei:
- Hertelendy Józsa (1890. április 26. – Makó, 1942. június 14.),[7] férjezett Vilmos (Weilandics) Józsefné,[8] tanítónő
- Hertelendy Gabriella Ilona Mária (Regőce, 1891. október 13.[9] – ?)
- Hertelendy Mária Anna Ilona Vilma (Újpest, 1899. március 23.[10] – Budapest, 1929. július 15.)[11] óvónő

## Emlékezete
Alakja feltűnik Csemer Géza: Szögény Dankó Pista (Budapest, 2001) című regényében.